# Glo Up
Glo Up è un singolo del rapper statunitense Lil Tecca, pubblicato il 25 settembre 2019 dall'etichetta discografica Republic Records.

## Tracce
1. Glo Up – 1:54